# Фултон (округ, Пенсільванія)
Шаблон:StateAbbr_ 39°55′ пн. ш. 78°07′ зх. д. / 39.92° пн. ш. 78.11° зх. д.
Округ  Фултон (англ. Fulton County) — округ (графство) у штаті  Пенсільванія, США. Ідентифікатор округу 42057.

## Історія
Округ утворений 1850 року.

## Демографія
За даними перепису 
2000 року 
загальне населення округу становило 14261 осіб, усе сільське.
Серед мешканців округу чоловіків було 7133, а жінок — 7128. В окрузі було 5660 домогосподарств, 4097 родин, які мешкали в 6790 будинках.
Середній розмір родини становив 2,95.
Віковий розподіл населення поданий у таблиці:
| Стать    | До 15 років | 15-21 | 22-29 | 30-39 | 40-49 | 50-65 | 65-85 | Понад 85 |
| -------- | ----------- | ----- | ----- | ----- | ----- | ----- | ----- | -------- |
| Чоловіки | 1476        | 674   | 693   | 1029  | 1055  | 1287  | 852   | 67       |
| Жінки    | 1439        | 546   | 679   | 979   | 1008  | 1328  | 1009  | 140      |

## Суміжні округи
- Гантінгдон — північ
- Франклін — схід
- Вашингтон, Меріленд — південь
- Аллегені, Меріленд — південний захід
- Бедфорд — захід

## Виноски
1. ↑  U.S. Decennial Census. United States Census Bureau. Архів оригіналу за 26 квітня 2015. Процитовано 7 березня 2015.
2. ↑  Historical Census Browser. University of Virginia Library. Архів оригіналу за 11 серпня 2012. Процитовано 7 березня 2015.
3. ↑  Forstall, Richard L., ред. (24 березня 1995). Population of Counties by Decennial Census: 1900 to 1990. United States Census Bureau. Процитовано 7 березня 2015.
4. ↑  Census 2000 PHC-T-4. Ranking Tables for Counties: 1990 and 2000 (PDF). United States Census Bureau. 2 квітня 2001. Процитовано 7 березня 2015.
5. ↑  State & County QuickFacts. United States Census Bureau. Архів оригіналу за 6 червня 2011. Процитовано 17 листопада 2013. [Архівовано 2011-06-06 у Wayback Machine.](англ.) Наведено за англійською вікіпедією.
6. ↑  American FactFinder. Бюро перепису населення США. Архів оригіналу за 26 лютого 2012. Процитовано 31 січня 2008. [Архівовано 2008-05-21 у Wayback Machine.]

| США | Це незавершена стаття з географії США. Ви можете допомогти проєкту, виправивши або дописавши її. |